# Regruesadora

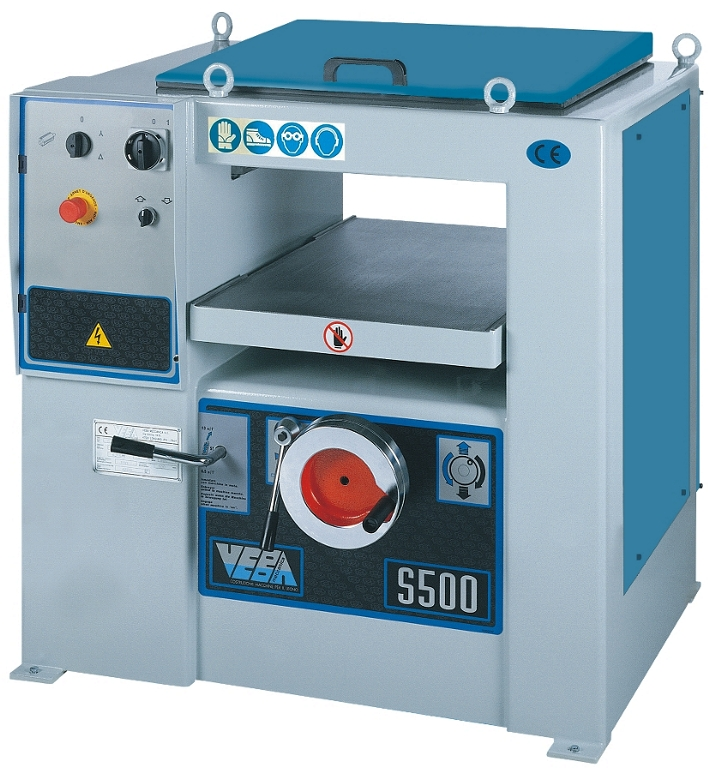
Regruesadora moderna

La regruesadora es una máquina de carpintería que permite dar a la madera el grosor exacto deseado y una escuadra entre las caras perfecta. Es un tipo de cepilladora pero, a diferencia de la garlopa, lleva unos alimentadores que empujan la madera y además, que el rodillo portacuchillas en vez de estar por debajo de la mesa guía está por encima.

## Descripción
Las regruesadora varían según el modelo, pero en general se pueden describir las siguientes partes:
- Mesa de regruesar, que consta de mesa de entrada y salida.
- Embrague, que permite liberar la pieza de madera en caso de bloqueo.
- Rodillo o árbol portacuchillas, que reúne las cuchillas de la máquina.
- Rodillo de entrada o arrastre, estriado para facilitar la entrada de las maderas.
- Rodillo de salida, liso para no marcar la madera ya cepillada.
- Dispositivo antiretroceso.
- Extractor de polvo o conexión para un extractor portátil.

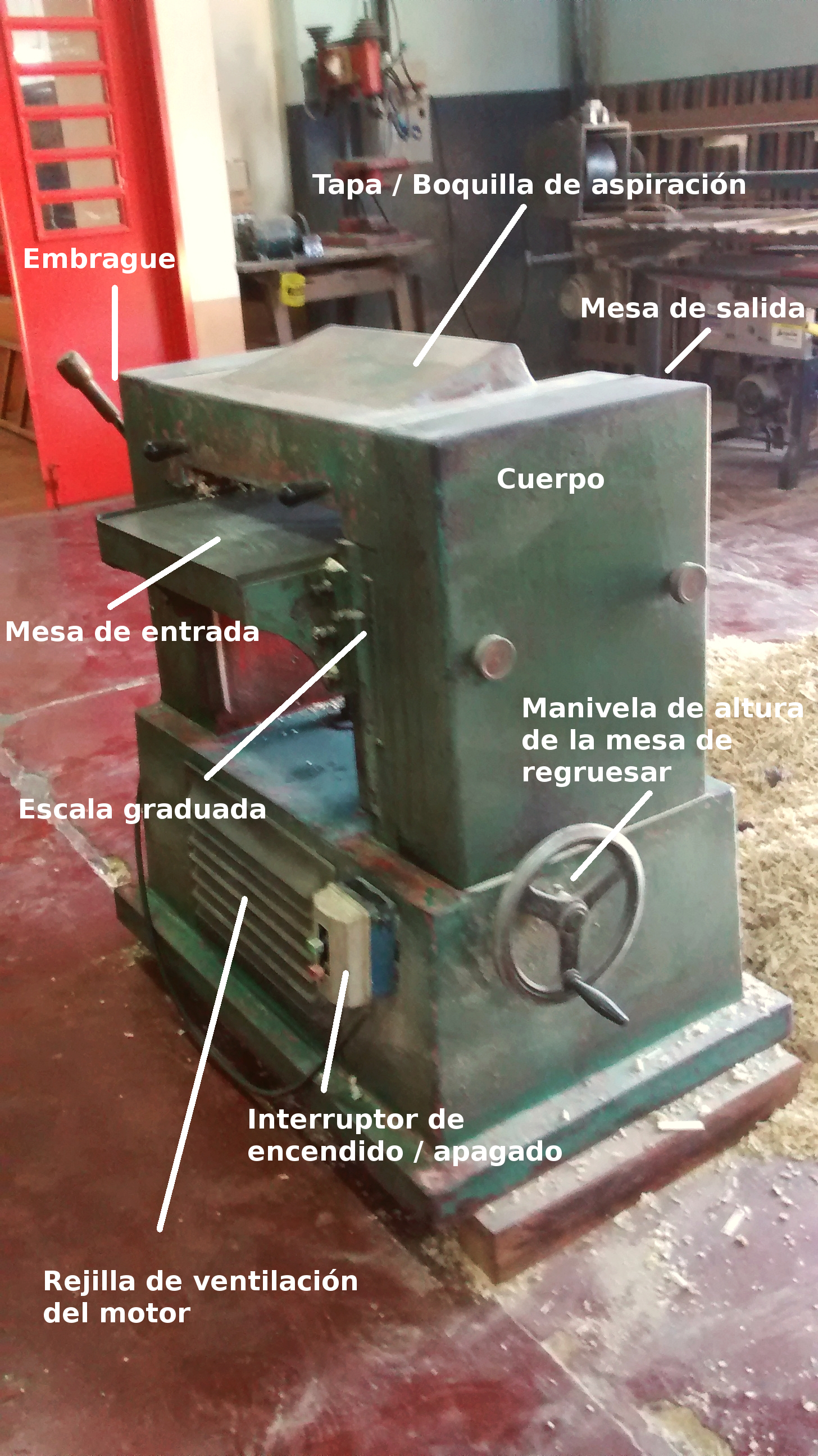
Partes de la regruesadora

- Partes de la regruesadoraManivela para regular la altura de la mesa de regruesar.
- Escala graduada, que permite elegir el grosor deseado.
- Motor eléctrico, que varía según la potencia del modelo.
- Cuerpo, que incluye las protecciones adecuadas.
- Interruptor de encendido y apagado.

## Normas de seguridad
Con la regruesadora se debe trabajar siempre con plena confianza, al tiempo que con la mayor de las precauciones. Los accidentes se producen con tal rapidez que incluso los reflejos más rápidos no le podrán librar de una lesión. Así pues resulta absolutamente esencial habituarse a un sistema de trabajo seguro, así como observar siempre las normas de seguridad en el taller.
- Seguir las instrucciones del fabricante a la hora de colocar las cuchillas, y finalizar siempre esta operación antes de abandonar la máquina.
- Inspeccionar la máquina antes de ponerla en marcha para cerciorarse que nada puede alterar el normal funcionamiento del eje portacuchillas.
- No utilizar nunca una regruesadora que no tenga su correspondiente guarda correctamente instalada.
- Para hacer pasar una pieza delgada por las cuchillas se debe utilizar un listón de madera. Nunca debe cepillarse una pieza de madera cuyo grosor sea inferior a 6 mm.
- No intente nunca cepillar una pieza que sea tan corta que no pueda sostenerse firmemente con ambas manos.
- No colocar nunca los dedos detrás de la pieza.
- Hacer pasar siempre las piezas en sentido contrario al de rotación del eje portacuchillas. Al utilizar la regruesadora servirse de la mesa posterior o mesa de entrada.
- En la regruesadora se debe pasar tan solo una pieza cada vez. La presión que ejercen los rodillos de arrastre pudiera no ser la misma sobre todas las piezas, con lo cual alguna de ellas podría salir disparada como consecuencia de la acción del eje portacuchillas.
- No intentar forzar el paso de las piezas en la regruesadora. Dejar que los rodillos lleven su velocidad establecida.
- Al cepillar una pieza de grosor desigual, ajustar la profundidad de corte de manera que se elimine en primer lugar la sección más gruesa, e ir subiendo a continuación, y de manera progresiva, la mesa de regruesar hasta que haya rebajado la cantidad deseada.
- No introducir nunca en la regruesadora una pieza que sea más corta que la anchura de la mesa de regruesar, ni tampoco que sea más corta que la distancia existente entre los dos rodillos.
- Al cepillar piezas largas, se debe procurar que alguien ayude a recoger la pieza a la salida de la máquina o colocar unos caballetes a la salida de la misma para recibir las piezas.
- No introducir nunca las manos en la regruesadora para recuperar una pieza o para retirar virutas. Para tener un mayor alcance utilice un listón de madera largo.